# جون كاميرون لوري
جون كاميرون لوري (بالإنجليزية: John Cameron Lowrie)‏ كان أول مبشر المشيخي الأمريكي في الهند.